# Абелева категорія
Абелева категорія — категорія, в якій морфізми можна додавати, існують ядра і коядра і при цьому виконуються деякі додаткові властивості. Прикладом, який став прототипом абелевої категорії є категорія абелевих груп. Поняття абелевої категорії було запропоновано Девідом Бухсбаумом у 1955 році (він використовував назву «точна категорія»). Згодом теорія була розроблена незалежно Александром Гротендіком для об'єднання декількох теорій когомологій. У той час існувала теорія когомологій пучків на алгебричних многовидах і теорія когомологій груп. Ці теорії вводилися по-різному, але мали подібні властивості. Гротендіку вдалося об'єднати ці теорії; обидві вони можуть бути визначені за допомогою похідних функторів на абелевій категорії пучків і абелевій категорії модулів відповідно.

## Означення
Нижче подано два означення друге з яких є лише для локально малих категорій. У цьому випадку два означення є еквівалентними.

### Перше означення
Категорія є абелевою, якщо:
- У ній існує нульовий об'єкт,
- Існують усі бінарні добутки і кодобутки,
- Для кожного морфізму існує ядро й коядро,
- Усі мономорфізми й епіморфізми є нормальними.

### Друге означення
Локально мала категорія {\displaystyle {\mathcal {C}}} називається абелевою, якщо:
- Для всіх об'єктів {\displaystyle X,Y\in \operatorname {Ob} {\mathcal {C}}} на множині {\displaystyle \operatorname {Hom} _{\mathcal {C}}(X,Y)} можна ввести структуру абелевої групи.
- Для морфізмів {\displaystyle f,f_{1},f_{2}\in \operatorname {Hom} _{\mathcal {C}}(X,Y)} і {\displaystyle g,g_{1},g_{2}\in \operatorname {Hom} _{\mathcal {C}}(Y,Z)} виконуються рівності {\displaystyle g\circ (f_{1}+f_{2})=(g\circ f_{1})+(g\circ f_{2})} і {\displaystyle (g_{1}+g_{2})\circ f=(g_{1}\circ f)+(g_{2}\circ f)} (білінійність). Категорія, що задовольняє цим властивостям, називається преаддитивною.
- Для довільної скінченної кількості об'єктів існує біпродукт — об'єкт, що є одночасно добутком і кодобутком об'єктів. Зокрема, у категорії є нульовий об'єкт — добуток порожньої множини об'єктів. Категорія, що задовольняє всі наведені властивості, називається аддитивною.
- Для кожного морфізму існує ядро й коядро.
- Всі мономорфізми і епіморфізми є нормальними.

## Приклади
- Категорія абелевих груп є абелевою. Категорія скінченнопороджених абелевих груп також є абелевою, як і категорія скінченних абелевих груп.
- Якщо {\displaystyle R} — кільце, то категорія лівих (або правих) модулів над {\displaystyle R} є абелевою. Згідно з теоремою Фрейда — Мітчелла про вкладення, будь-яка мала абелева категорія є еквівалентною повній підкатегорії категорії модулів.
- Якщо {\displaystyle R} — нетерове зліва кільце, то категорія скінченнопороджених лівих {\displaystyle R}-модулів є абелевою. Зокрема, категорія скінченнопороджених модулів над нетеровим комутативним кільцем є абелевою.
- Категорії векторних росторів і скінченновимірних векторних просторів над довільним полем є абелевими.
- Якщо {\displaystyle X} — топологічний простір, то категорія пучків абелевих груп на {\displaystyle X} є абелевою.
- Якщо {\displaystyle X} — топологічний простір, то категорія векторних розшарувань на {\displaystyle X} зазвичай не є абелевою, оскільки можуть існувати мономорфізми, що не є ядрами.

## Аксіоми Гротендіка
У статті Sur quelques points d'algebre homologique Гротендік запропонував кілька додаткових аксіом, які можуть виконуватися в абелевій категорії {\displaystyle {\mathcal {A}}}.
- AB3) Для будь-якої множини об'єктів {\displaystyle (A_{i})_{i\in I}} категорії {\displaystyle {\mathcal {A}}} існує кодобуток {\displaystyle \oplus A_{i}}. Дана аксіома еквівалентна коповноті абелевої категорії {\displaystyle {\mathcal {A}}} [1].
- AB4) {\displaystyle {\mathcal {A}}} задовольняє аксіомі AB3) і кодобуток будь-якої сім'ї мономорфізмів є мономорфізмом (тобто кодобуток є точним функтором).
- AB5) {\displaystyle {\mathcal {A}}} задовольняє аксіомі AB3) і Фільтровані кограниці[en] точних послідовностей є точними. Еквівалентно, для будь-якої ґратки {\displaystyle (A_{i})_{i\in I}} підоб'єктів об'єкта {\displaystyle A} і будь-якого {\displaystyle B} — підоб'єкта об'єкта {\displaystyle A} справедливою є рівність {\displaystyle \sum (A_{i}\cap B)=\sum (A_{i})\cap B.}

Аксіоми AB3 *), AB4 *) і AB5 *) отримуються з наведених вище аксіом як двоїсті їм (тобто заміною кограниці на границі. Аксіоми AB1) і AB2) — стандартні аксіоми, які виконуються в будь-якій абелевій категорії (точніше, абелева категорія є адитивною категорією, яка задовольняє цим аксіомам):
- AB1) У будь-якого морфізму існує ядро й коядро.
- AB2) Для будь-якого морфізму {\displaystyle f:A\to B} канонічний морфізм з {\displaystyle \mathrm {coim} f} в {\displaystyle \mathrm {im} f} є ізоморфізмом.

Гротендік також формулював сильніші аксіоми AB6) і AB6 *), проте не використовував їх у цій роботі. Зокрема AB6) мала вигляд
- AB6) A задовольняє AB3), і для сім'ї фільтрованих категорій {\displaystyle I_{j},j\in J} і відображень {\displaystyle A_{j}:I_{j}\to A}, виконується {\displaystyle \prod _{j\in J}\lim _{I_{j}}A_{j}=\lim _{I_{j},\forall j\in J}\prod _{j\in J}A_{j}}, де lim позначає фільтровану кограницю.

## Властивості
- Клас абелевих категорій замкнутий щодо кількох категорних конструкцій; наприклад, категорія ланцюгових комплексів з елементами з абелевої категорії і категорія функторів з малої категорії в абелеву також є абелевими.

- Для пари об'єктів A, B в абелевій категорії, існує нульовий морфізм з A у B. Він є нульовим елементом Hom(A,B), що є абелевою групою. Також за означенням він є рівним композиції A → 0 → B, де 0 є нульовим об'єктом абелевої категорії.

- В абелевій категорії кожен морфізм f є рівним композиції епіморфізму і мономорфізму. Епіморфізм називається кообразом f, а мономорфізм — образом f.

- У локально малій категорії підоб'єкти довільного об'єкту утворюють модулярну ґратку.